# Aceton-peroxid
Az aceton-peroxid (triaceton-triperoxid, peroxiaceton, TATP, TCAP, peroxi-aceton) egy szerves peroxid, elsődleges robbanószer. Jellegzetes szagú fehér kristályos por.
Nagyon érzékeny hőre, súrlódásra és ütésre. Előállításakor esetleg bennmaradt savak katalizálhatják a bomlását. Ezen okoknál fogva tárolása még víz alatt is veszélyes.

## Kémiája
Fojtás nélkül, 2-3 gramm alatti mennyiségben begyújtva egyszerűen ellobban: 
2 C9H18O6 + 21 O2 → 18 H2O + 18 CO2
Ennél nagyobb mennyiségben robbanás következik be, különösen, ha száraz az anyag. A fojtás egyik módjaként a detonációra való hajlama vízfürdő fölött való megolvasztással megnövelhető. A vízfürdő a lokális túlmelegítéstől - ezáltal a véletlen berobbanástól - hivatott megvédeni az aceton-peroxidot. Az olvasztás után a kihűlt tömb eltávolítása az olvasztóedényből rendkívül veszélyes, tekintettel a nagyfokú súrlódás- és ütésérzékenységre.

### Előállítása

A trimer képződésével járó folyamat reakcióegyenlete

Hidrogén-peroxid és aceton reakciójával híg kénsavas vagy sósavas közegben. A képződő aceton-peroxid csapadék szűrőpapírral eltávolítható, majd megszárítható. Körülbelül 10 °C alatt tartva a reakció hőmérsékletét főként a kevésbé instabil trimer, 10 °C fölött a nagyon instabil dimer lesz túlsúlyban a kapott anyagban.

## Felhasználása
Nagy erejű robbanóanyag, de instabilitása miatt katonai és ipari területen nem alkalmazzák. Az alapanyagok hozzáférhetősége, a vegyület könnyű előállíthatósága folytán, és mivel nem mutatják a nitrogénre érzékeny detektorok, igen kedvelt robbanóanyag a terroristák körében.

## Fordítás
- Ez a szócikk részben vagy egészben az acetone peroxide című angol Wikipédia-szócikk fordításán alapul.  Az eredeti cikk szerkesztőit annak laptörténete sorolja fel. Ez a jelzés csupán a megfogalmazás eredetét és a szerzői jogokat jelzi, nem szolgál a cikkben szereplő információk forrásmegjelöléseként.